# Пруни (Клуж)
Пруни (рум. Pruni) насеље је у Румунији у округу Клуж у општини Бобална. Oпштина се налази на надморској висини од 432 m.

## Становништво
Према подацима из 2002. године у насељу је живело 69 становника, од којих су сви румунске националности.